# 阿姆斯特朗 (伊利諾伊州)
阿姆斯特朗（英語：Armstrong）是位於美國伊利諾伊州弗米利恩縣的一個非建制地區。該地的面積和人口皆未知。

## 地理
阿姆斯特朗的座標為40°18′23″N 87°52′40″W / 40.30639°N 87.87778°W，而該地的平均海拔高度為212米（即696英尺）。